# Elasmus
Elasmus  (лат.) — род из трибы Elasmini (ранее Elasmidae) из семейства паразитических наездников Eulophidae (Chalcidoidea) отряда Перепончатокрылые насекомые.

## Описание
Распространены всесветно, наиболее обильны в тропиках Старого Света. В Палеарктике около 40 видов, в России — около 10. Паразиты и гиперпаразиты Lepidoptera и других насекомых. Размеры мелкие (2—3 мм). Крылья с сильно редуцированным жилкованием. Задние тазики сильно увеличенные, почти дисковидные, сплющенные.

## Классификация
Более 200 видов. Род ранее относился к самостоятельному семейству Elasmidae, а теперь рассматривается в составе Eulophidae в качестве трибы Elasmini или подсемейства Elasminae.
- Синонимы рода Elasmus Westwood, 1833 [9]
  - Aneure Nees, 1834
  - Heptacondyla Rondani, 1877
  - Cyclopleura Cameron, 1913
  - Austelasmus Riek, 1967
- Некоторые виды[10]:
  - Elasmus altaicus Yefremova et Strakhova, 2010
  - Elasmus brevicornis
  - Elasmus ciopkaloi Novicky, 1929
  - Elasmus ekaterinae Yefremova et Strakhova, 2010
  - Elasmus emeljanovi Yefremova et Strakhova, 2010
  - Elasmus flabellatus (Fonscolombe, 1832)
  - Elasmus longiclava  Graham
  - Elasmus maritimus Yefremova et Strakhova, 2010
  - Elasmus nikolskayae Myartseva et Dzhanokmen, 1989
  - Elasmus nudus (Nees)
  - Elasmus platyedrae Ferrière
  - Elasmus rufiventris Ferriere, 1947
  - Elasmus schmitti Ruschka, 1920
  - Elasmus steffani Viggiani
  - Elasmus turkmenicus Yefremova et Strakhova, 2010
  - Elasmus unicolor (Rondani, 1877)
  - Elasmus viridiceps Thomson, 1878
  - Elasmus westwoodi Giraud